# Senegals damlandslag i fotboll
Senegals damlandslag i fotboll representerar Senegal i fotboll på damsidan. Dess förbund är Fédération Sénégalaise de Football.